# Celulă glială
Celulele gliale mai poartă și denumirea de celule nevroglie și au rolul de susținere a neuronilor, de hrănire a acestora, de transmitere a influxului nervos, de digestie a resturilor neuronale. Celulele gliale sau nevrogliile sunt capabile de diviziune, spre deosebire de neuron care nu este in totalitate capabil . Din punct de vedere al numărului, celulele gliale se găsesc în organismul uman în raport de 10/1 față de neuroni. Sunt celule care se divid intens, nu conțin neurofibrile și nici corpusculi Nissl. Au rol de suport pentru neuroni, de protecție, trofic, rol fagocitar(microglia), în sinteza tecii de mielină, în sinteza de ARN și a altor substanțe pe care le cedează neuronului, secretie de neurotransmițători, factori de crestere și citokine. De asemenea, au rol în supraviețuire, funcționare , regenerare neuronală și sinaptogeneză. Secretă cel puțin 20 de neurotransmițători, formează bariera hematoencefalică, au rol fagocitar în metabolismul fierului deoarece conțin proteine de stocare a fierului, transferină și feritină, au rol în reglarea pH cerebral deoarece conțin cea mai mare cantitate de anhidrază carbonică din creier, mențin excitabilitatea neuronală. Izolează neuronii unul de celălalt,distrug agenții patogeni și neuronii morți.

La mamiferele superioare, numărul nevrogliilor depășește de 10 ori numărul neuronilor. Forma și dimensiunile corpului celular pot fi diferite, iar prelungirile variabile ca număr. Pe criterii embriologice, structurale și funcționale, celulele gliale se împart în Microglii și Macroglii.

## Tipuri de celule gliale
În sistemul nervos central (SNC):
- Astrocite[1];
- Oligodendroglie [1]; sintetizează teaca de mielină.
- Microglii [1];
- Celule ependimare [1].

În sistemul nervos periferic (SNP):
- Nevroglii satelite din ganglionii periferici [1];
- Celule Schwann [1].

### Microglia
Celule migratoare, ce derivă din mezoderm. Dimensiuni mici și formă stelată, cu prelungiri ramificate. Se găsesc mai ales la nivelul substanței cenușii, în vecinătatea vaselor de sânge. Microgliile alcătuiesc sistemul reticuloendotelial al sistemului nervos, având funcție de macrofagie.
În leziunile neuronale, microgliile proliferează rapid și fagocitează reziduurile. În urma acestui proces, prelungirile lor se estompează și microgliile devin sferice, transformându-se în corpi granuloși ce vor fi preluați de vasele de sânge învecinate.

### Macrogliile
Celule gliale derivate din spongioblaste (celule ectodermale).

Topografic se clasifică în:
- Nevroglii centrale, situate în SNC
- Nevroglii periferice, situate în SNP

Macrogliile centrale sunt reprezentate de:
- Astrocite - sunt celule mici, cu multe prelungiri, care alcatuiesc o unitate funcțională cu neuronul. Ele se alătură corpului neuronal, îmbracă plasmalema (membrana celulară) și prelungirile scurte ale acestuia, în acelasi timp izoland sinapsele. Prezintă o serie de prelungiri mici și o prelungire mai voluminoasă numită Podocit, care se ancorează de capilarele sanguine din țesutul nervos, participând la formarea barierei hemato-encefalică și hemato-LCR (lichid cerebro-spinal). Formează canale de comunicare simbiotică între neuron și vasele de snge. Prelungirile astrocitelor intervin în formarea Membranei Limitante Externe de la nivelul ventriculilor cerebrali și a canalului ependimar, precum și la formarea Membranei Limitante Interne de pe suprafața nevraxului alături de prelungirile celulelor ependimare.
- Nevrogliile de tip ependimar sunt celule gliale modificate de mai multe tipuri in funcție de rol:

- Nevrogliile ependimare cu microvili căptușesc sistemul ventricular;

- Tanicitele (ependimocite înfășurate) reprezintă un sistem de transport care vehiculează neurohormonii și factorii eliberatori de la Hipotalamus la sânge și LCR;

- Nevrogliile ependimare secretoare aparțin organului subcomisural.

- Oligodendrogliile asigură mielinizarea la nivelul sistemului nervos central. Echivalențele celulelor Schwann ale sistemului nervos periferic, un oligodendrocit secretă mielină pentru 6-12 prelungiri neurale. Oligodendrogliile pot fagocita mielina.

În ansamblu, celulele gliale au următoarele particularități funcționale:

- au capacitate de diviziune (spre deosebire de neuroni). Glioblastele se divid și înlocuiesc neuronii distruși, formând o cicatrice glială. Aceasta capacitate poate degenera spre formarea de tumori benigne sau maligne;
- rol de susținere;
- rol protector;
- formeaza sinapse electrice (jonctiuni de tip GAP);
- rol metabolic;
- conrolează mediul electrolitic al neuronilor;
- rol de izolator electric prin teaca de mielină;
- controlează activitatea sinaptică prin reciclarea unor neurotransmițători (glutamat, GABA) și conținutul lor mare de colinesterază nespecifică;
- asigură ghidarea creșterii neuritice și de regenerare a fibrelor nervoase după leziuni.

## Legături externe
- „Nevroglie” la DEX online